# 福島三人娘
福島三人娘（ふくしまさんにんむすめ）は、福島県出身の、音楽が大好きな３人組。福島の名産物を音楽に乗せて、ふるさとをPRしているボランティア団体。メンバーはピアノ米田佳奈、ボーカル唐橋宙子(唐橋ユミの実妹)、ヴァイオリン加藤菜々子。
2019年にはヴァイオリン加藤菜々子からヴァイオリン及びヴィオラ奏者である菅野千怜に変更という、メンバー交代があった。

## 概要
福島県出身の音楽が大好きな3人が、「福島の魅力を全国各地に届けたい」という想いのもとで福島三人娘を結成し、活動している。

### メンバー
| 名前     | パート                 | 生年月日               | 出身地         |
| -------- | ---------------------- | ---------------------- | -------------- |
| 唐橋宙子 | ボーカル               | 1976年11月27日（48歳） | 福島県喜多方市 |
| 奏音     | ピアノ                 | 非公表                 | 福島県福島市   |
| 菅野千怜 | ヴァイオリン・ヴィオラ |                        | 福島県郡山市   |